# Magazinsystem

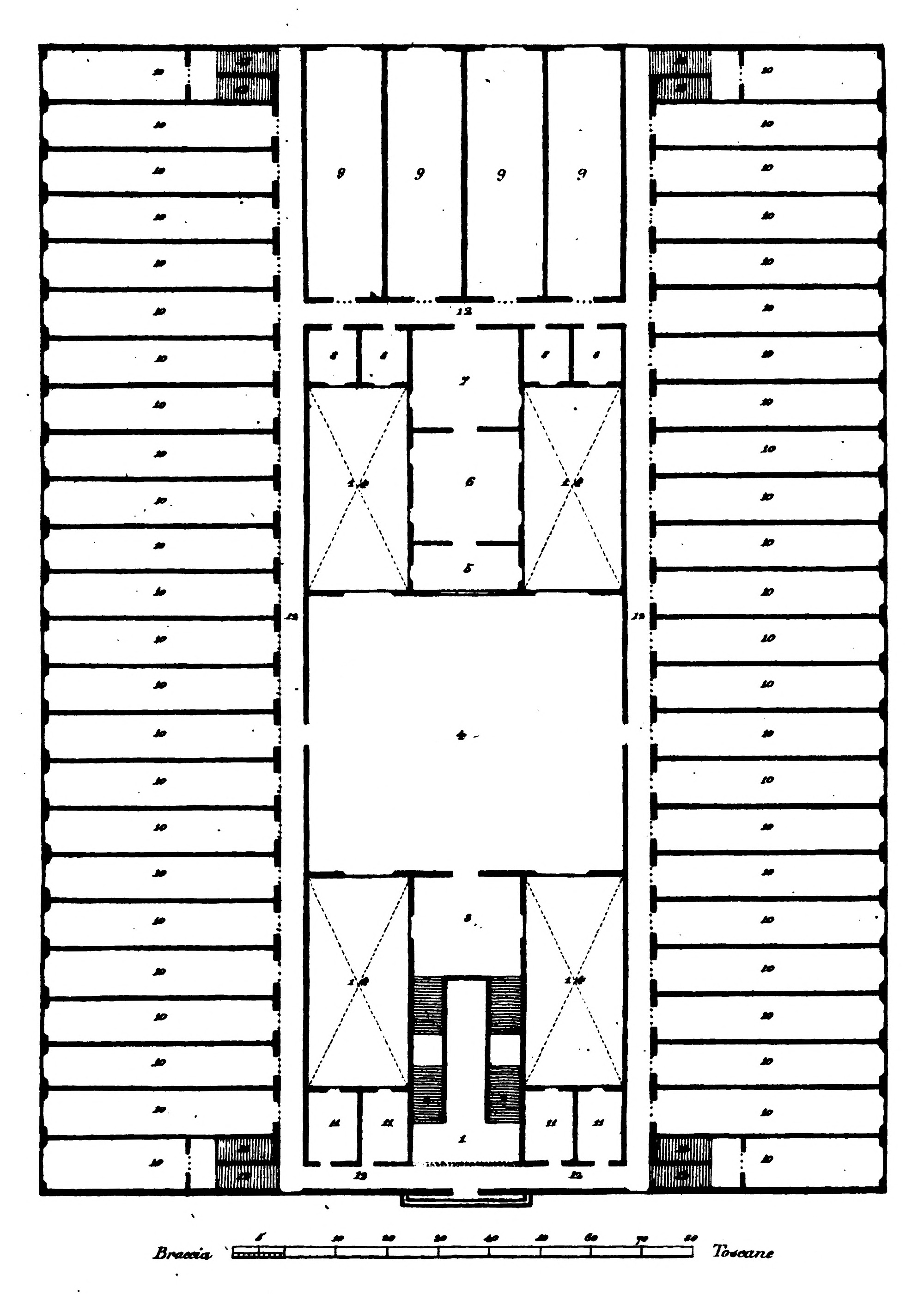
Idealplan einer Bibliothek im Magazinsystem von Leopoldo Della Santa (1816)

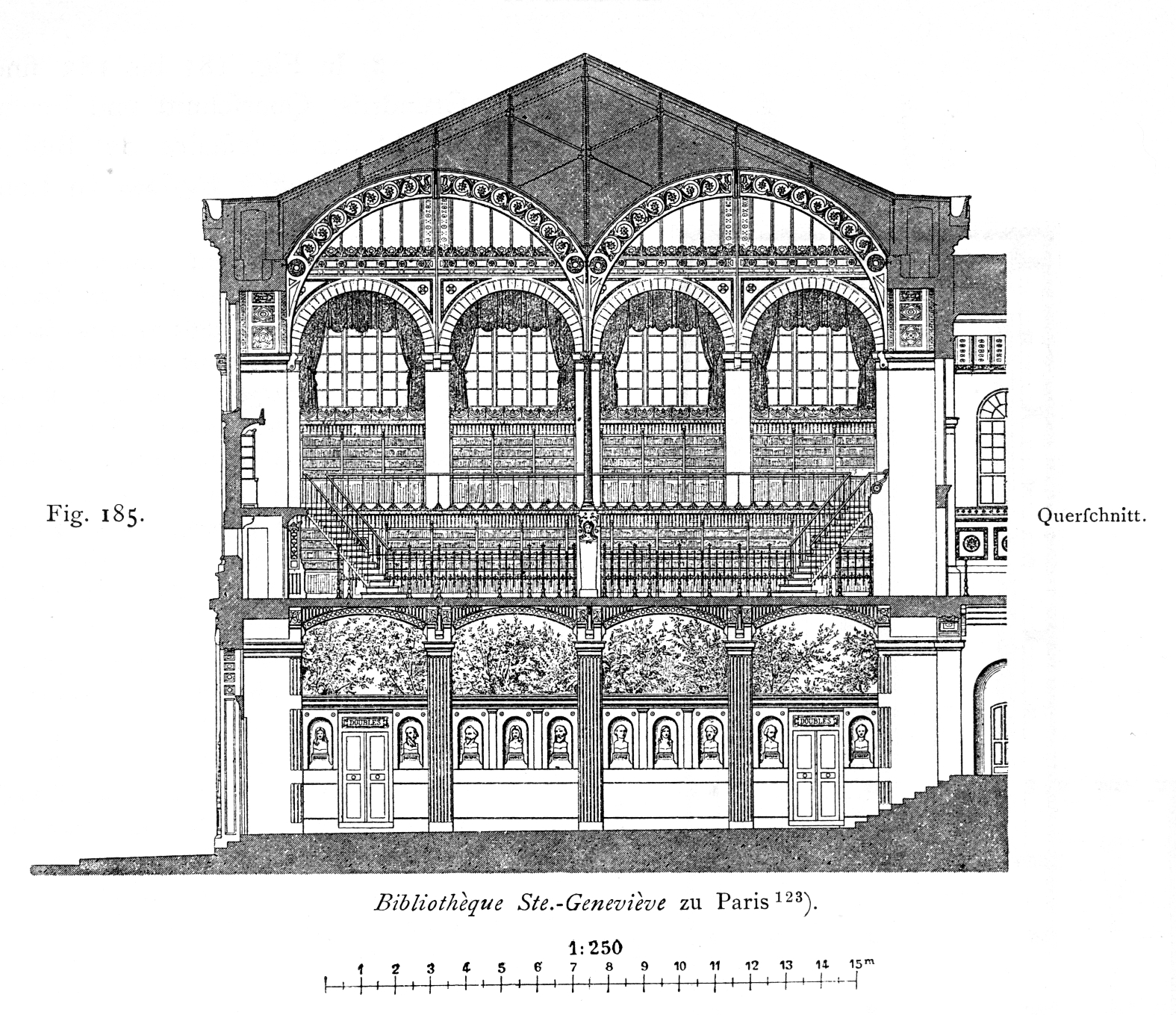
Querschnitt durch die Bibliothek Sainte-Geneviève (1893)

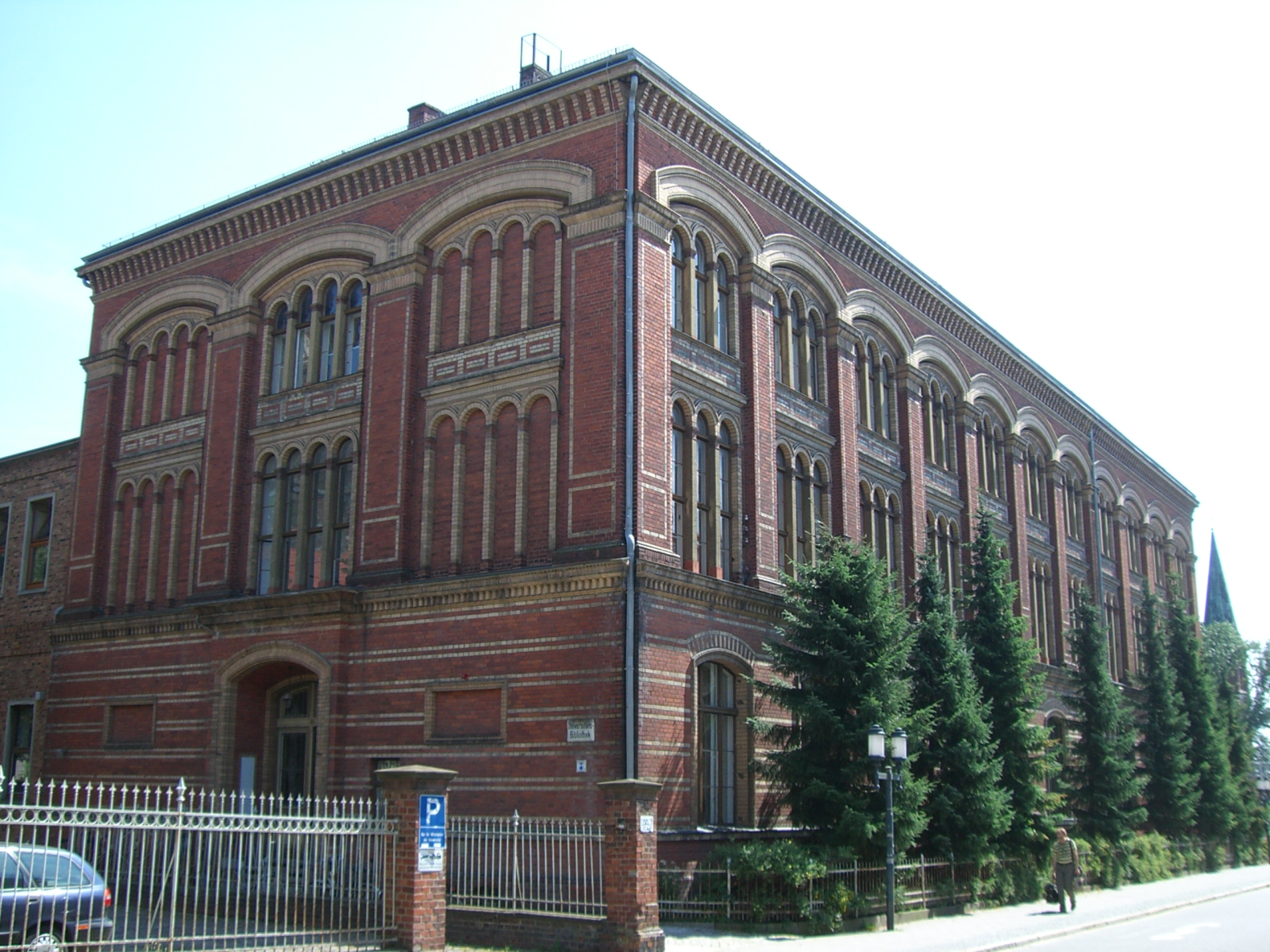
Alte Universitätsbibliothek Greifswald, erbaut von Martin Gropius und Heino Schmieden

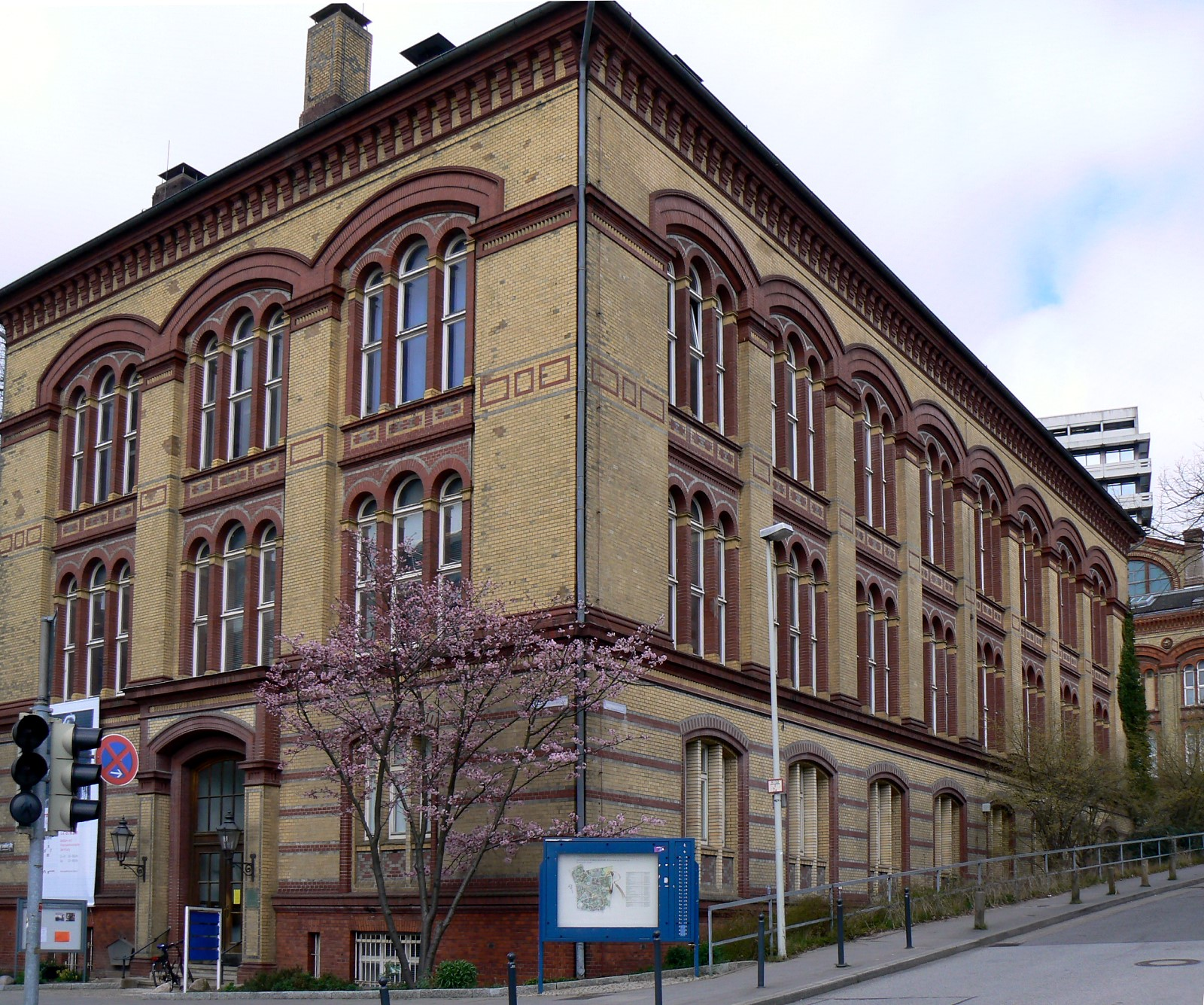
Alte Universitätsbibliothek Kiel, erbaut von Martin Gropius und Heino Schmieden, heute Medizin- und Pharmaziehistorische Sammlung

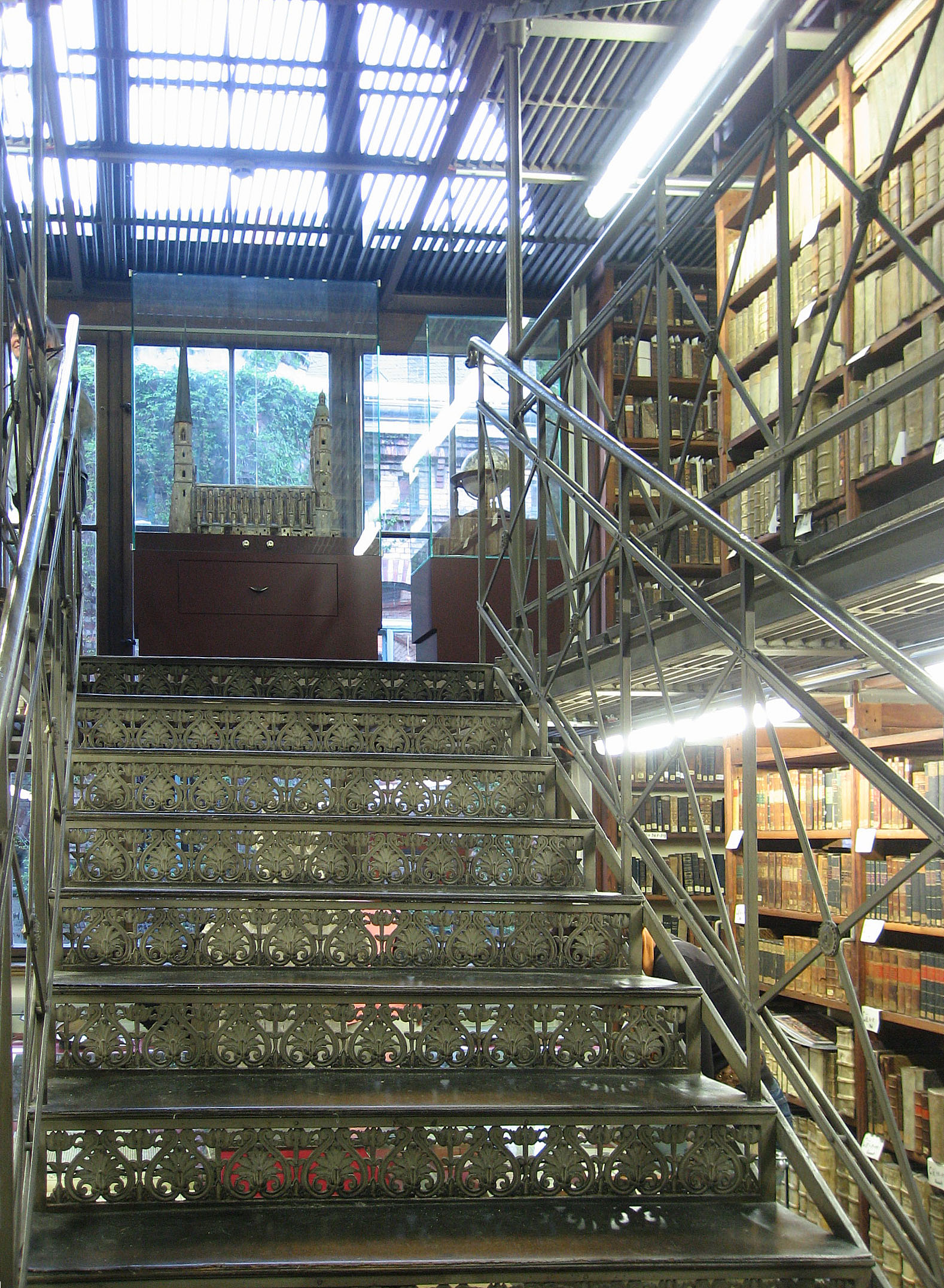
Magazin der Marienbibliothek Halle

Das Magazinsystem (auch französisches System) ist ein Einrichtungprinzip und eine Organisationsform im Bibliotheksbau. Es ist gekennzeichnet durch die strikte Trennung von Benutzungs- und Bücherräumen (Bibliotheksmagazin). Die Bücherräume haben eine niedrige Geschosshöhe, und Bücherregale (statt der vorher üblichen Wandgestelle) sind in den Räumen quer aufgestellt. Das Magazinsystem entstand aus dem Zwang, die wachsenden Büchermassen unterbringen zu müssen, in der Mitte des 19. Jahrhunderts in Frankreich. Es setzte sich im Bibliotheksneubau durch.
Die charakteristischen Bibliotheken der Neuzeit gliedern sich in Magazin, Benutzungs- und Verwaltungsräume.

## Idealplan von Leopoldo Della Santa
Die Theorie des Magazinsystems beschrieb erstmals Leopoldo Della Santa (1772–1827) in seiner 1816 erschienenen Schrift Della costruzione e del regolamento di una pubblica universale biblioteca (deutsch: Über den Bau und die Verwaltung einer öffentlichen Universalbibliothek). In seinem Werk entwarf der Nichtarchitekt den Idealplan einer Bibliothek, der erstmals eine zweckgerichtete Dreiteilung in Magazin, Verwaltungs- und Benutzungsräume vorsah.
In einem dem Werk angefügten Demonstrationsplan entwarf Della Santa eine zweistöckige öffentliche Universalbibliothek mit 2 mal 24 Magazinräumen, die die damals unvorstellbare Menge von etwa 2 Millionen Bänden hätte aufnehmen können. Das Gebäude war in jeder Etage durch einen ringsum führenden Gang erschlossen, von dem aus sich sämtliche Räume erreichen ließen.
An beiden Gebäudeseiten waren hintereinander die schmalen und tiefen Magazinkammern aufgereiht. Eine optimale Raumauslastung wurde durch die Aufteilung in 13 Buchformatklassen gewährleistet. Außerdem gab es gesonderte Räume für Handschriften und Rara. In der Mitte des Gebäudes stand für die Benutzer ein über vier Lichthöfe belichteter Lesesaal mit einer Aufsicht zur Verfügung, der über keinen Präsenzbestand verfügte, daneben gab es vier Sonderlesesäle. An Verwaltungsräumen waren ein Katalogzimmer mit Aufsicht, ein Privat- oder Archivraum, vier Räume für den Bibliothekar und seine Gehilfen sowie zwei Räume für Buchwerkstatt, andere Arbeitsplätze und als Zwischenlager vorgesehen.
Wegen einer erhöhten Nutzungsfrequenz und zunehmender Größe der Buchbestände fordert Della Santa eine strikte Trennung von Büchern, Lesern und Bibliotheksmitarbeitern. Aus diesem Grund sollten den Lesern ein Lesesaal zugewiesen und die Bestände in mehreren „Bücherkabinetten“ aufgestellt werden. Zu diesen hatte nur der Bibliothekar Zugang. In den öffentlichen Bereichen durfte kein einziges Buch stehen.
Diese Dreiteilung erweist sich heute nicht mehr als günstig, galt Anfang des 19. Jahrhunderts jedoch als fortschrittlich, ging sie doch über das Verständnis von einer Bibliothek als barocker Saalbibliothek wesentlich hinaus. In der weiteren Entwicklung errichtete man größere Lesesäle und vor allem weite Freihandbereiche.

## Geschichte
Um den immer stärker anwachsenden Büchermengen in den Bibliotheken begegnen zu können, entwickelte sich die Idee, die Bücherräume der Bibliotheken von den Benutzungsräumen zu trennen. Erstmals erbaute der Architekt Henri Labrouste in Frankreich eine neue Bibliothek nach dem Konzept der strikten Trennung von Leseräumen und Bibliotheksmagazin. Mit der Pariser Bibliothek Sainte-Geneviève schuf er ein Bibliotheksgebäude mit einem Magazin, das als selbsttragendes Regalsystem aus Gusseisen realisiert war, womit sich auch die Feuergefahr reduzierte.
Der Bau von Erweiterungsbauten für Bibliotheken nach dem gleichen Prinzip begann im Jahre 1854 gleichzeitig in London und Paris. Auch dort wurde in großen Teilen als Konstruktionsmaterial Gusseisen verwendet, was den Bauten eine leichte Eleganz verlieh.
Das von Labrouste konstruierte große Magazin der Bibliothèque nationale de France wurde Vorbild für die deutschen Neubauten dieser Zeit, das die Architekten Ludwig von Tiedemann, Martin Gropius und Heino Schmieden für die Universitätsbibliotheken in Halle (Saale), Greifswald und Kiel übernahmen. Die erste in Deutschland nach dem Magazinsystem gebaute Bibliothek war die im Jahre 1870 im rechten Flügel des 1866–1869 erbauten neuen Hauptgebäudes der Universität eröffnete Universitätsbibliothek Rostock.

## Bedeutende im Magazinsystem erbaute historische Bibliotheken
- 1843–1851: Bibliothek Sainte-Geneviève in Paris (Architekt: Henri Labrouste)
- 1854–1857: British Museum Library in London (Architekten: Sydney und Robert Smirke)
- 1854–1868: Bibliothèque nationale de France in Paris (Architekten: Henri Labrouste und Jean-Louis Pascal)
- 1866–1869: Universitätsbibliothek Rostock (Architekt: Hermann Willebrand)
- 1874: Universitätsbibliothek Halle (Architekt: Ludwig von Tiedemann)
- 1875: Universitätsbibliothek Greifswald (Architekten: Martin Gropius und Heino Schmieden)
- 1881–1884: Universitätsbibliothek Kiel (Architekten: Martin Gropius und Heino Schmieden)
- 1887–1888: Marienbibliothek zu Halle an der Saale (Architekten: Reinhard Knoch und Friedrich Kallmeyer)
- 1887–1891: Universitätsbibliothek Leipzig (Architekt: Arwed Roßbach)[3]